# A Sogra Perfeita
A Sogra Perfeita é um filme brasileiro de 2021 do gênero comédia romântica. Dirigido por Cris D'Amato, é estrelado por Cacau Protásio e conta com Luis Navarro, Polliana Aleixo, André Mattos, Evelyn Castro é Rodrigo Sant'Anna nos demais papéis principais. A produção foi distribuída no Brasil pela Downtown Filmes e Paris Filmes.

## Elenco
- Cacau Protásio como Neide Piedade
- Luis Navarro como Fábio Junior Piedade
- Polliana Aleixo como Ciléia
- Evelyn Castro como Sheila
- Rodrigo Sant'Anna como Eddy
- André Mattos como Jailson Piedade
- Marcelo Laham como Oliveira
- Giovanni Venturini como Pires
- Fernando Rubro como Paulo Ricardo Piedade
- Fábio Jr. como ele mesmo

## Lançamento
O filme estreou nos cinemas em 25 de novembro de 2021.

## Prêmios e indicações
| Ano  | Associações                        | Categoria                          | Recipiente(s)                 | Resultado | Ref.  |
| ---- | ---------------------------------- | ---------------------------------- | ----------------------------- | --------- | ----- |
| 2022 | Festival Sesc Melhores Filmes      | Melhor Filme Nacional              | A Sogra Perfeita              | Indicado  |       |
| 2022 | Festival Sesc Melhores Filmes      | Melhor Atriz Nacional              | Cacau Protásio                | Indicado  | [ 3 ] |
| 2022 | Festival Sesc Melhores Filmes      | Melhor Atriz Nacional              | Evelyn Castro                 | Indicado  | [ 3 ] |
| 2022 | Prêmio ABRA de Roteiro             | Melhor Roteiro de Filme de Comédia | Flávia Guimarães e Bia Crespo | Indicado  |       |
| 2022 | Grande Prêmio do Cinema Brasileiro | Melhor Longa-metragem de Comédia   | A Sogra Perfeita              | Indicado  | [ 5 ] |